# Aqib Talib
Aqib Talib (Cleveland, 13 febbraio 1986) è un ex giocatore di football americano statunitense che ha militato nel ruolo di cornerback nella National Football League (NFL). Fu scelto nel corso del primo giro (20º assoluto) del Draft NFL 2008 dai Tampa Bay Buccaneers. Al college ha giocato a football all’Università del Kansas.

## Carriera professionistica

### Tampa Bay Buccaneers
Talib fu scelto nel corso del primo giro del Draft 2008 dai Tampa Bay Buccaneers, il primo giocatore dei Jayhawks scelto nel primo giro del Draft da Dana Stubblefield nel 1993. Il suo primo intercetto in carriera lo mise a segno nella seconda settimana della stagione regolare contro gli Atlanta Falcons. A fine stagione guidò tutti i rookie con 4 intercetti complessivi. Nella sua seconda stagione salì a cinque intercetti, divenendo solamente il secondo giocatore della storia della franchigia (con Ronde Barber) a far registrare tre intercetti in una sola partita, contro i Washington Redskins il 4 ottobre 2009.
Nel 2010 Talib mise a segno 6 intercetti, uno dei quali ritornato in touchdown, prima di infortunarsi contro i Falcons nella settimana 13 e concludere in anticipo la stagione regolare. A fine anno premiato come Defensive back dell'anno dall'associazione NFL Alumni. Nel 2011 Talib disputò 13 partite prima di infortunarsi nuovamente. In quello spazio di tempo fece registrare due intercetti, entrambi ritornati in touchdown.

### New England Patriots

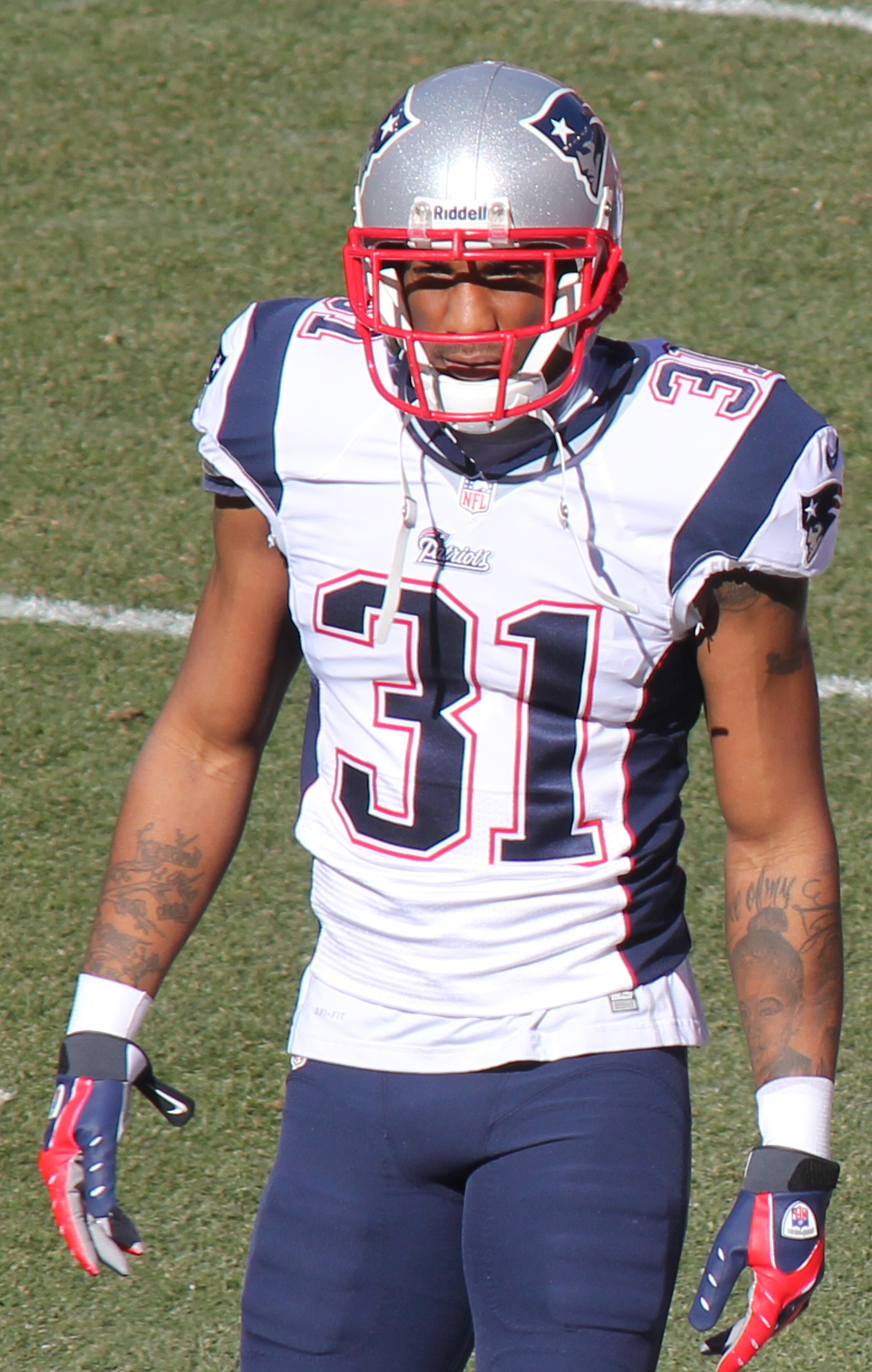
Talib nel 2013.

Il 13 ottobre 2012, Talib fu sospeso dalla NFL per quattro partite per aver fatto uso del farmaco vietato Adderal senza prescrizione medica. IL 1º novembre 2012 fu scambiato coi Patriots. Tornò in campo il 12 novembre intercettando un passaggio del quarterback dei Colts Andrew Luck ritornandolo per 59 yard in touchdown.
Il 16 marzo 2013, Talib firmò un nuovo contratto annuale coi Patriots. Nella vittoria della settimana 2 su sui New York Jets, Talib giocò una grande prestazione, mettendo a segno due intercetti su Geno Smith e forzando un fumble. La sua stagione terminò con 41 tackle e 4 intercetti, venendo premiato con la prima convocazione al Pro Bowl in carriera e inserito nel Second-team All-Pro. Fu inoltre votato al 79º posto nella NFL Top 100 dai suoi colleghi.

### Denver Broncos
L'11 marzo 2014, Talib firmò coi Denver Broncos un contratto di sei anni del valore di 57 milioni di dollari, 26 milioni dei quali garantiti. Il primo intercetto con la nuova maglia lo fece registrare nella settimana 6 contro i Jets e il secondo la domenica successiva contro i 49ers, gare entrambe vinte da Denver. Nel quindicesimo, vinto contro i Chargers, mise a segno otto tackle, un intercetto e tre passaggi deviati, venendo premiato come miglior difensore della AFC della settimana. Il 23 dicembre fu convocato per il secondo Pro Bowl in carriera.

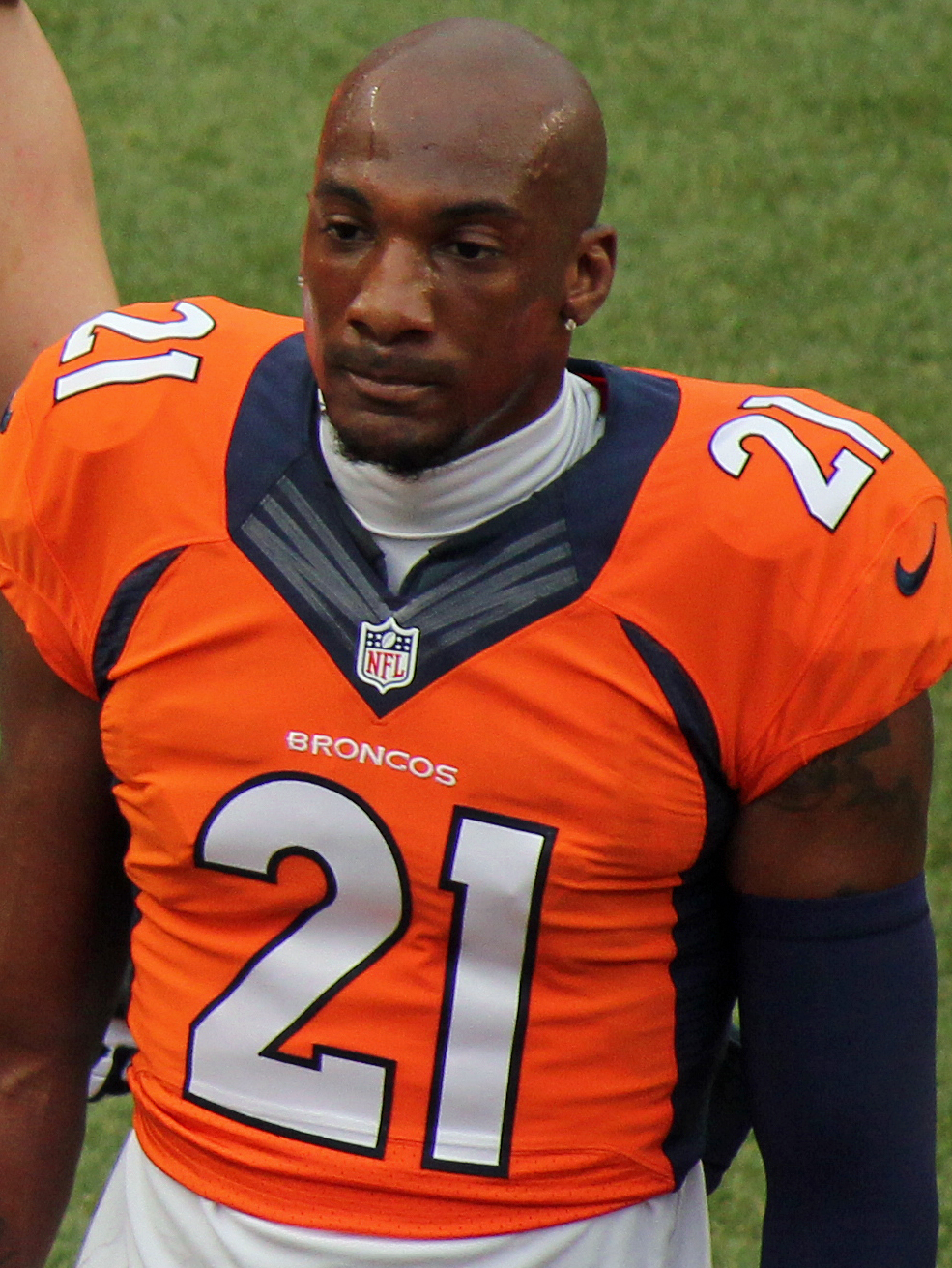
Talib nel 2014

Nella prima gara della stagione 2015, Talib intercettò Joe Flacco nel secondo tempo, ritornando il pallone per oltre 50 yard in touchdown nella vittoria di Denver, venendo premiato come difensore della AFC della settimana. Quattro giorni dopo, nella gara del giovedì notte vinta contro i Chiefs, fece registrare il suo secondo intercetto. Il secondo touchdown stagionale lo segnò sul ritorno di intercetto su Josh McCown dei Browns da 61 yard. Nella settimana 9, Talib infilò un dito nell'occhio del tight end dei Colts Dwayne Allen, venendo sospeso per una partita. Al termine della stagione regolare, fu convocato per il terzo Pro Bowl in carriera. Il 7 febbraio 2016 partì come titolare nel Super Bowl 50 vinto contro i Carolina Panthers per 24-10 in cui mise a segno cinque placcaggi.
Nel 2016, Talib fu convocato per il quarto Pro Bowl in carriera e inserito nel First-team All-Pro dopo avere messo a segno 43 tackle e 3 intercetti. I Broncos invece non riuscirono a fare ritorno ai playoff.
Nel secondo turno della stagione 2017, Talib ritornò un intercetto su Dak Prescott dei Dallas Cowboys per 103 yard in touchdown, sigillando la vittoria della sua squadra per 42-17. Nella settimana 12 fu espulso per una rissa con Michael Crabtree dei Raiders, venendo squalificato per due partite dalla lega, sanzione poi ridotta a una gara.  A fine stagione fu convocato per il suo quinto Pro Bowl.

### Los Angeles Rams
L'8 marzo 2018, Talib fu scambiato con i Los Angeles Rams per una scelta del quinto giro del Draft NFL 2018. Nei playoff, i Rams batterono i Cowboys e i Saints, qualificandosi per il loro primo Super Bowl dal 2001, perso contro i New England Patriots..
Il 14 ottobre 2019 Talib fu inserito in lista infortunati per un problema a una costola.

### Miami Dolphins
Il 29 ottobre 2019 venne ceduto ai Miami Dolphins per una scelta del settimo giro del draft 2022.

## Palmarès

### Franchigia
- Super Bowl : 1

Denver Broncos: 50
- American Football Conference Championship: 1

Denver Broncos: 2015
- National Football Conference Championship: 1

Los Angeles Rams: 2018

### Individuale
- Convocazioni al Pro Bowl: 5

2013, 2014, 2015, 2016, 2017
- First-team All-Pro: 1

2016
- Second-team All-Pro: 1

2013
- Defensive back dell'anno: 1

2010
- Difensore della AFC della settimana: 2

15ª del 2014, 1ª del 2015